# Petteri Koponen
Petteri Johannes Koponen (* 13. April 1988 in Helsinki) ist ein ehemaliger finnischer Basketballspieler. Der 1,94 m große Point Guard stand von 2018 bis 2020 beim deutschen Verein FC Bayern München unter Vertrag.

## Werdegang

### Spieler
Koponen spielte von 2004 bis 2008 für Espoon Honka in der finnischen Korisliiga. Dort war er bereits in der Saison 2006/07 Stammspieler, im August 2006 folgte der erste Einsatz in der A-Nationalmannschaft Finnlands. 2007 wurde Koponen, der mit Honka finnischer Meister geworden war, als erster Finne in der ersten Runde eines NBA-Drafts ausgewählt, jedoch gaben die Philadelphia 76ers die Rechte an ihm an die Portland Trail Blazers weiter. Da ihm die Trail Blazers keinen Vertrag anboten, blieb Koponen für ein weiteres Jahr in Finnland, um seinen Wehrdienst leisten und gleichzeitig für Honka spielen zu können. Erneut gewann er die finnische Meisterschaft und wurde zudem als MVP der Saisonhauptrunde ausgezeichnet, womit er der zweitjüngste Träger dieser Auszeichnung (nach Teemu Rannikko 1999) wurde.
Im August 2008 wechselte Koponen in die italienische Serie A zu Virtus Bologna. Er spielte vier Jahre für Bologna, in dieser Zeit gingen im Juni 2011 die Draftrechte an Koponen in einem Dreiwegetausch mit den Portland Trail Blazers und den Denver Nuggets an die Dallas Mavericks über.
Nachdem sich die finnische Nationalmannschaft erstmals seit 16 Jahren wieder für eine EM-Endrunde qualifiziert hatte, nahm Koponen im Sommer 2011 an der EM-Endrunde 2011 teil, wo die Auswahl auf Anhieb die Runde der zwölf besten Mannschaften erreichte. Zwei Jahre später wiederholte man diesen Erfolg und platzierte sich erneut unter den zehn besten Auswahlmannschaften Europas. Zu dieser Zeit spielte Koponen bereits beim russischen Verein BK Chimki, zu dem er 2012 gewechselt war. Bei der WM 2014 in Spanien schied Koponen mit der finnischen Mannschaft zwar in der Vorrunde aus, wurde aber mit 5,8 Assists pro Spiel immerhin bester Passgeber des Turniers. Mit dem BK Chimki gewann er 2014/15 den Eurocup, zudem wurde er in das All-Eurocup First Team gewählt. Im Sommer 2016 wechselte Koponen zum FC Barcelona. Kurz darauf erlitt er bei einem Autounfall ein Schädel-Hirn-Trauma, von dem er sich jedoch recht schnell wieder erholte. In seinen beiden Jahren beim FC Barcelona bestritt der Finne in der Liga ACB insgesamt 69 Spiele und erzielte im Schnitt 8,6 Punkte je Begegnung. Er traf bei einer Erfolgsquote von 43 Prozent 92 Dreipunktwürfe für „Barca“.
Im Juli 2018 gab Bundesligist FC Bayern München die Verpflichtung Koponens bekannt. Mit Bayern gewann er im Spieljahr 2018/19 die deutsche Meisterschaft. Der Finne trug zu diesem Erfolg in 40 Bundesligaspielen im Schnitt 9 Punkte bei. 2021 spielte Koponen in Italien für Pallacanestro Reggiana und wechselte zur Saison 2021/22 in seine Heimatstadt zu den Helsinki Seagulls; außerdem spielt er weiterhin in der finnischen Nationalmannschaft.
Koponen beendete seine Karriere nach der Europameisterschaft 2022.

### Trainer
Als Trainer war Koponen zunächst an der Nachwuchseinrichtung des finnischen Basketballverbandes HBA-Märsky tätig. Als solcher betreute er auch die Mannschaft, die am Nachwuchsturnier der Euroleague teilnahm.
Im Sommer 2024 war der Finne als Assistenztrainer Mitglied des Trainerstabes der San Antonio Spurs in der NBA-Sommerliga. Anfang Juli 2024 gaben die New Zealand Breakers Koponens Verpflichtung als Cheftrainer bekannt.

## Erfolge

### Als Spieler
- Finnischer Meister 2007, 2008
- Sieger EuroChallenge 2009 mit Virtus Bologna
- Sieger ULEB Eurocup 2015 mit BK Chimki
- Sieger spanischer Pokal 2018 mit dem FC Barcelona
- Deutscher Meister 2019 mit Bayern München